# 二秀峯
二秀峯（ふたつとんごう）は、徳島県名西郡神山町と名東郡佐那河内村の境界に位置する剣山系の山である。標高406.2m。

## 地理
名西郡神山町（旧鬼籠野村）と名東郡佐那河内村の境界に位置する山で、北側に東竜王山（495.1m）、南側に高森山（318.3m）と隣接している。「二秀峯」と書いて「ふたつとんごう」と読むため、読み方を間違えられやすい。